# UK Singles Chart
UK Singles Chart (в настоящее время имеет название Official Singles Chart) — официальный хит-парад синглов Великобритании, составляемый The Official Charts Company (OCC) от имени британской индустрии звукозаписи, в котором на основе продаж на физических носителях, платных загрузок и прослушиваний на потоковых сервисах отсортированы самые продаваемые в стране синглы. Составляется с 1952 года как аналог американского Billboard Hot 100. Существует и «братский» хит-парад альбомов — UK Albums Chart.
Известный российский музыкальный обозреватель Борис Барабанов назвал UK Singles Chart главным в Великобритании хит-парадом.

## История
В отличие от США, за право публиковать хит-парад синглов по результатам продаж в Великобритании боролось несколько музыкальных изданий. Первый хит-парад опубликовал 14 ноября 1952 года журнал New Musical Express, однако довольно скоро его примеру последовали и конкуренты во главе с изданием Melody Maker. В 1960 году собственные хит-парады стал печатать еженедельник Record Retailer, преобразованный в Music Week в 1972 году.
Соперничество между хит-парадами приводило к неловким ситуациям, когда радио BBC Radio 1, традиционно первым оглашающее хит-парад на новую неделю, признавало победителем сразу два или три сингла. В феврале 1969 года BBC достигло соглашения с Record Retailer о том, что «официальный» хит-парад будет публиковаться именно в этом издании, а для подсчёта результатов продаж отныне будет привлекаться независимый аудитор.
После этого решения изменения в порядке составления и публикации хит-парадов на протяжении двух десятилетий были минимальны. Хит-парад традиционно состоял из 75 позиций (в настоящее время расширен до ста). Ежегодно публиковался справочник Guinness Book of British Hit Singles, содержащий подробную статистику по годам. Данные по пятидесятым годам приводятся по хит-параду New Musical Express, в дальнейшем предпочтение отдаётся хит-параду Record Retailers/Music Week.
В силу сравнительно небольших размеров британского музыкального рынка местный хит-парад более чутко, нежели американский, реагирует на текущие пиар-кампании и политические события. Для 1990-х годов характерна некоторая самоизоляция британского рынка от американского, о которой свидетельствует засилье на вершине местных подростковых команд вроде Take That и Westlife. Как правило, самая острая конкуренция между синглами разворачивается в предрождественскую неделю, когда продажи музыкальной продукции достигают своего пика.
В 2005—2007 годах после долгих дебатов была проведена модернизация британских хит-парадов, в которых отныне учитываются результаты онлайн-продаж, а также количество скачиваний через интернет. Следствием этой реформы было изменение облика хит-парадов: если раньше синглы, как правило, сразу дебютировали на первом месте, то сейчас проходит несколько недель, прежде чем они поступят в магазины на физическом носителе и продажи достигнут своего пика.

## Рекордные результаты
Королём британских хит-парадов называют Клиффа Ричарда. Он единственный, кто за каждое из первых пяти десятилетий существования хит-парада хотя бы по разу отметился на первой строчке. Наибольшее время в хит-параде Великобритании провели синглы следующих исполнителей (данные по состоянию на конец 2015 года):
1. Элвис Пресли — 2574 дня
2. Клифф Ричард — 1983 дня
3. Queen — 1755 дней
4. The Beatles — 1749 дней
5. Мадонна — 1660 дней
6. Элтон Джон — 1626 дней

Наибольшее число синглов на первом месте в хит-параде принадлежит следующим исполнителям:
- 21 — Элвис Пресли[3]
- 17 — The Beatles
- 14 — Клифф Ричард и Westlife
- 13 — Мадонна
- 12 — Take That и The Shadows
- 10 — Calvin Harris
- 9 — ABBA, Spice Girls, Эминем, Рианна
- 8 — The Rolling Stones, Oasis
- 7 — Майкл Джексон, Джордж Майкл, Кайли Миноуг, U2, McFly, Элтон Джон, Робби Уильямс, Tinie Tempah, Sam Smith
- 6 — Queen, Slade, Род Стюарт, Blondie, Boyzone, Sugababes, JLS, Бритни Спирс, Дэвид Гетта, Justin Bieber

Дольше всех на первом месте оставались синглы «Everything I Do (I Do It For You)» в исполнении Брайана Адамса (16 недель в 1991 году) и «Love Is All Around» в исполнении шотландского коллектива Wet Wet Wet (15 недель в 1994 году).
Westlife являются обладателями уникального рекорда: все первые 7 синглов этой группы возглавляли британский хит-парад синглов.
- В июне 2012 года Official Charts Company опубликовала «Бриллиантовую дюжину» (англ. Diamond Dozen) — список 12 самых коммерчески успешных исполнителей в хит-параде синглов:[5]

1. The Beatles — 21,9 миллиона экземпляров
2. Элвис Пресли — 21,6 миллиона экземпляров
3. Клифф Ричард — 21,5 миллиона экземпляров
4. Мадонна — 17,6 миллиона экземпляров
5. Майкл Джексон — 15,3 миллиона экземпляров
6. Элтон Джон — 14,8 миллиона экземпляров
7. Queen — 12,6 миллиона экземпляров
8. ABBA — 11,2 миллиона экземпляров
9. Дэвид Боуи — 10,6 миллиона экземпляров
10. Рианна — 10,4 миллиона экземпляров
11. Пол Маккартни — 10,2 миллиона экземпляров
12. Кайли Миноуг — 10,1 миллиона экземпляров

### Синглы
В ноябре 2012 года Official Charts Company к 60-летнему юбилею хит-парада (1952—2012) опубликовала список из 123 синглов, проданных тиражом более миллиона экземпляров (англ. The Million Sellers). Среди лучших:
1. — «Candle in the Wind 1997» — Элтон Джон — 1997 — 4,90 млн копий.
2. — «Do They Know It’s Christmas?» — Band Aid — 1984 — 3,69 млн копий.
3. — «Bohemian Rhapsody» — Queen — 1975 — 2,36 млн копий.

## Российские исполнители в британских хит-парадах
- 12 мая 2001 года в хит-параде на 27-м месте дебютировала Алсу с синглом «Before You Love Me», став первым артистом из России, попавшим в UK Singles Chart. Песня продержалась в хит-параде три недели.[8].
- Единственная российская группа, добиравшаяся до первой строчки в английских хит-парадах, — «Тату» с песней «All the Things She Said» (2003, 4 недели на 1-м месте)[9]. В дальнейшем группа ещё трижды попадала в хит-парад, с песней Not Gonna Get Us (2003, 7 место), All About Us (2005, 8 место), Friend or Foe (2005, 48 место).
- За год до них на 3-м месте с танцевальной мелодией Resurrection отметился ростовский проект «ППК»[10].
- Менее известен тот факт, что весь октябрь 1968 года (6 недель) первое место в британском хит-параде продаж занимала спродюсированная Полом Маккартни песня «Дорогой длинною» в исполнении его протеже Мэри Хопкин. Это известная песня Константина Подревского, c новыми английскими словами (с русского на английский её перевёл в 1962 году американский музыкант Джин Раскин[11]), музыку к которой написал Борис Фомин.
- 28 февраля 2009 года на 24-м месте дебютировал Леонид Руденко (в Англии известен под псевдонимом Rudenko) с синглом «Everybody», продержавшись три недели в хит-параде[12].